# Shidong, Sichuan
Shidong (kinesiska: 石洞镇, 石洞) är en köping i Kina. Den ligger i provinsen Sichuan, i den sydvästra delen av landet, omkring 130 kilometer öster om provinshuvudstaden Chengdu.
Genomsnittlig årsnederbörd är 1 384 millimeter. Den regnigaste månaden är juli, med i genomsnitt 305 mm nederbörd, och den torraste är december, med 9 mm nederbörd.